# Natura Śródziemia
Natura Śródziemia (ang. The Nature of Middle-earth) – wydany w 2021 r. zbiór tekstów J.R.R Tolkiena, poświęconych różnym tematom dotyczącym legendarium Tolkiena.

## Historia publikacji
Teksty składające się na zbiór zostały skompilowane przez Carla F. Hostettera, naukowca z NASA i badacza fikcyjnych języków Tolkiena. Prace nad publikacją, która stała się Naturą Śródziemia, rozpoczął ok. 1996 r., kiedy otrzymał od Christophera Tolkiena fotokopie późnych esejów filologicznych J.R.R. Tolkiena.

## Treść
Publikacja składa się z czterech części:
1. Czas i starzenie się – poświęcona m.in. upływowi czasu w Valinorze i Śródziemiu[3],
2. Ciało, umysł i dusza – dotycząca m.in. zjawiska telepatii, nieśmiertelności elfów oraz możliwości zapuszczania bród przez przedstawicieli ras Śródziemia[4][3],
3. Świat, jego krainy i ich mieszkańcy – opisująca m.in. zwierzęta żyjące w Numenorze, geografię Gondoru i temat pieczenia lembasów[3],
4. Dodatki – opisujące kwestie metafizyczne i teologiczne oraz słownik terminów języka quenya[3].

## Polskie tłumaczenie
2 grudnia 2022 r. ukazało się polskie tłumaczenie Natury Śródziemia autorstwa Ryszarda Derdzińskiego.